# Amédée de Noé
Charles Amédée de Noé, noto anche con lo pseudonimo di Cham (Parigi, 26 gennaio 1818 – Parigi, 6 settembre 1879), è stato un illustratore, fumettista e caricaturista francese.

## Vita e opere
Nato da una famiglia nobile (suo padre era Conte di Noé e Pari di Francia) fu indirizzato, vista la sua predisposizione per la matematica, a frequentare la scuola politecnica, ma preferì invece frequentare le botteghe dei pittori Nicolas Toussaint Charlet e Paul Delaroche.
Nel 1839 pubblicò anonimo per l'editore Aubert & Cie di Charles Philipon il volume Histoire de Mr. Lajaunisse, una storia per immagini sequenziali creta sul modello di quelle realizzate qualche anno prima dallo svizzero Rodolphe Töpffer, e considerato il primo albo a fumetti francese. Successivamente assunse lo pseudonimo di Cham e collaborò, soprattutto come caricaturista, con varie riviste tra cui in particolar modo Le Charivari, realizzando un totale di oltre 40.000 disegni.